# Antonio Filippini
Pour les articles homonymes, voir Filippini.
Antonio Filippini (né le 3 juillet 1973 à Brescia, en Lombardie) est un footballeur italien. Il est le frère jumeau de Emanuele Filippini. 

## Statistiques détaillées

### En club
| Saison      | Club               | Pays   | Championnat | Championnat | Championnat |
| Saison      | Club               | Pays   | Division    | Matchs      | Buts        |
| ----------- | ------------------ | ------ | ----------- | ----------- | ----------- |
| 1992 - 1993 | Calcio Ospitaletto | Italie | Serie C2    | 28          | 1           |
| 1993 - 1994 | Calcio Ospitaletto | Italie | Serie C2    | 33          | 5           |
| 1994 - 1995 | Calcio Ospitaletto | Italie | Serie C1    | 32          | 2           |
| 1995 - 1996 | Brescia Calcio     | Italie | Serie B     | 29          | 3           |
| 1996 - 1997 | Brescia Calcio     | Italie | Serie B     | 32          | 0           |
| 1997 - 1998 | Brescia Calcio     | Italie | Serie A     | 29          | 1           |
| 1998 - 1999 | Brescia Calcio     | Italie | Serie B     | 36          | 3           |
| 1999 - 2000 | Brescia Calcio     | Italie | Serie B     | 35          | 2           |
| 2000 - 2001 | Brescia Calcio     | Italie | Serie A     | 28          | 1           |
| 2001 - 2002 | Brescia Calcio     | Italie | Serie A     | 32          | 1           |
| 2002 - 2003 | Brescia Calcio     | Italie | Serie A     | 29          | 1           |
| 2003 - 2004 | Brescia Calcio     | Italie | Serie A     | 16          | 3           |
| 2003 - 2004 | US Palerme         | Italie | Serie B     | 21          | 2           |
| 2004 - 2005 | Lazio Rome         | Italie | Serie A     | 36          | 2           |
| 2005 - 2006 | Treviso FBC        | Italie | Serie A     | 32          | 0           |
| 2006 - 2007 | Livourne Calcio    | Italie | Serie A     | 36          | 2           |
| 2007 - 2008 | Livourne Calcio    | Italie | Serie A     | 26          | 0           |
| 2008 - 2009 | Livourne Calcio    | Italie | Serie B     | 24          | 1           |
| 2009 - 2010 | Livourne Calcio    | Italie | Serie A     | 24          | 1           |
| 2010 - 2011 | Brescia Calcio     | Italie | Serie A     | 15          | 0           |

## Carrière d'entraineur
- fév. 2016-oct. 2016 :  AC Lumezzane